# منتخب أرمينيا لكرة قدم الصالات
منتخب أرمينيا لكرة قدم الصالات هو ممثل أرمينيا الرسمي في المنافسات الدولية في كرة الصالات .